# Khoromkhon
El Khoromkhon es un club de fútbol de Mongolia de la ciudad de Ulán Bator Khoromkhon compite en la Liga de Fútbol de Mongolia. El club inició con el nombre Heiniken en el 2000, pero en el 2003 cambiaron su nombre a Khoromkhon.

## Estadio
El estadio en el que el Khoromkhon hace de local es el Centro de Fútbol de la FFM ubicado en Ulán Bator con capacidad para 3.500 personas.

## Logros
- Liga de Fútbol de Mongolia: 2

2005, 2014
- - Subcampeón en: 2004, 2008 y 2012

- Copa de Mongolia
  - Subcampeón en: 2006

- Copa de Borgio: 1

2012
- - Subcampeón en: 2013